# Lennart Strandberg
Hans Lennart Olofsson Strandberg (ur. 26 marca 1915 w Malmö, zm. 23 grudnia 1989 w Ystad) – szwedzki lekkoatleta, sprinter, medalista mistrzostw Europy z 1938, olimpijczyk z 1936.
Zajął 6. miejsce w finale biegu na 100 metrów podczas igrzysk olimpijskich w 1936 w Berlinie.
Zdobył srebrny medal w sztafecie 4 × 100 metrów (w składzie: Gösta Klemming, Åke Stenqvist, Lennart Lindgren i Strandberg) oraz brązowy  medal w biegu na 100 metrów na mistrzostwach Europy w 1938 w Paryżu.
Dwukrotnie ustanawiał i dwukrotnie wyrównywał rekord Szwecji w biegu na 100 metrów do wyniku 10,3 s (26 września 1936 w Malmö. Był to wyrównany rekord Europy, a jako rekord Szwecji został wyrównany dopiero w 1972, a poprawiony w 1973. Trzykrotnie poprawiał rekord Szwecji w biegu na 200 metrów do czasu 21,4 (6 września 1942 w Malmö) oraz dwukrotnie w sztafecie 4 × 100 metrów do wyniku 41,1 s (5 września 1938 w Paryżu).
Strandberg był mistrzem Szwecji w biegu na 100 metrów w latach 1934-1938, 1940-1943, 1945 i 1947, w biegu na 200 metrów w latach 1934-1945, w sztafecie 4 × 100 metrów w latach 1934-1938, 1942-1944, 1946, 1947 i 1950-1952 oraz w sztafecie 4 × 400 metrów w 1935, 1937 i 1939.